# Orepicze
Orepicze (biał. Арэпічы, Arepiczy; ros. Орепичи, Oriepiczi) – wieś na Białorusi, w obwodzie brzeskim, w rejonie żabineckim, w sielsowiecie Stepańki.
Znajduje się tu cerkiew Opieki Matki Bożej w Orepiczach z 1761.

## Historia
W XIX i w początkach XX w. położone były w Rosji, w guberni grodzieńskiej, w powiecie brzeskim, w gminie Żytyń.
W dwudziestoleciu międzywojennym leżały w Polsce, w województwie poleskim, w powiecie brzeskim, do 18 kwietnia 1928 w gminie Życin, następnie w gminie Kamieniec Litewski. W 1921 miejscowość liczyła 52 mieszkańców, zamieszkałych w 15 budynkach, wyłącznie Białorusinów wyznania prawosławnego.
Po II wojnie światowej w granicach Związku Sowieckiego. Od 1991 w niepodległej Białorusi.

## Ludzie związani z miejscowością
- Timofiej Łoś – rosyjski pedagog i działacz polityczno-społeczny; urodzony w Orepiczach